# Sheynovo Peak
Der Sheynovo Peak (bulgarisch връх Шейново wrach Schejnowo) ist ein 600 m hoher und größtenteils vereister Berg in den Solvay Mountains auf der Brabant-Insel im Palmer-Archipel westlich der Antarktischen Halbinsel. Er ragt 3,2 km östlich des Humann Point, 3 km südöstlich des Zabel Point, 3,35 km westlich des Mount Aciar und 2,37 km nordnordwestlich des Kondolov Peak auf. Seine steilen Nordost- und Westhänge sind teilweise unvereist. Die Buragara Cove liegt nördlich, der Rush-Gletscher nordöstlich und der Dimkow-Gletscher südlich von ihm.
Britische Wissenschaftler kartierten ihn 1980 und 2008. Die bulgarische Kommission für Antarktische Geographische Namen benannte ihn 2015 nach der Ortschaft Schejnowo im Süden Bulgariens.